# Meichihuo cihuai
Meichihuo cihuai là một loài bướm đêm trong họ Geometridae.